# Austrália nos Jogos Olímpicos de Verão de 2000
A Austrália participou dos Jogos Olímpicos de Verão de 2000 em Sydney, Austrália.